# Cairo
Cairo (em árabe: القاهرة; romaniz.: al-Qāhirah, pronunciado em árabe egípcio: [elqɑ(ː)ˈheɾɑ], literalmente: "conquistador" ou "vencedor"; em copta: Ⲕⲁϩⲓⲣⲏ) é a capital do Egito e da província homônima. É a maior cidade do mundo árabe e da África. Os egípcios a denominam muitas vezes, simplesmente, com o nome do país no idioma local: Miṣr (مصر), em árabe clássico; e Miṣr, em árabe egípcio. Cairo está localizada nas margens e ilhas do rio Nilo, ao sul do delta. Ao sudoeste, encontra-se Giza e a antiga necrópole de Mênfis, com a meseta de Giza e suas monumentais pirâmides, como a Grande Pirâmide de Quéops.
A cidade foi fundada no ano 969 por Jauar, o Siciliano, do califado Fatímida. Antes de sua fundação, Fostate era a capital do país. O nome da cidade deve-se aos fatímidas, que batizaram-na com o nome de Cairo. Depois de diversas invasões, como a dos mamelucos, dos otomanos, de Napoleão e dos britânicos, Cairo se converteu em capital soberana em 1922. A cidade foi conquistada em 1517 pelo Império Otomano. Entre 1798 e 1801, foi ocupada pelos franceses. É a sede da Liga Árabe. Uma cidade que é um museu aberto, composto por uma mistura de antigo e moderno, que convivem nos bairros, ruas, ruelas e becos. O Cairo religioso, cheio de vida e de contrastes, cidade cosmopolita em culturas e gentes, que revela diferentes civilizações.
A cidade tinha 10 025 657 habitantes em 2021; e sua região metropolitana tinha aproximadamente 21 750 000 habitantes, fazendo de Cairo a 13.ª metrópole mais povoada do mundo. É também a área metropolitana mais povoada de todo o continente africano. É conhecida pelos egípcios como a "mãe de todas as cidades" e a "cidade dos mil minaretes".
Em março de 2015 foram anunciados planos para uma cidade planejada, ainda sem nome, a ser construída a leste de Cairo, em uma área subdesenvolvida da província do Cairo, que servirá como capital administrativa e financeira do Egito.

## História

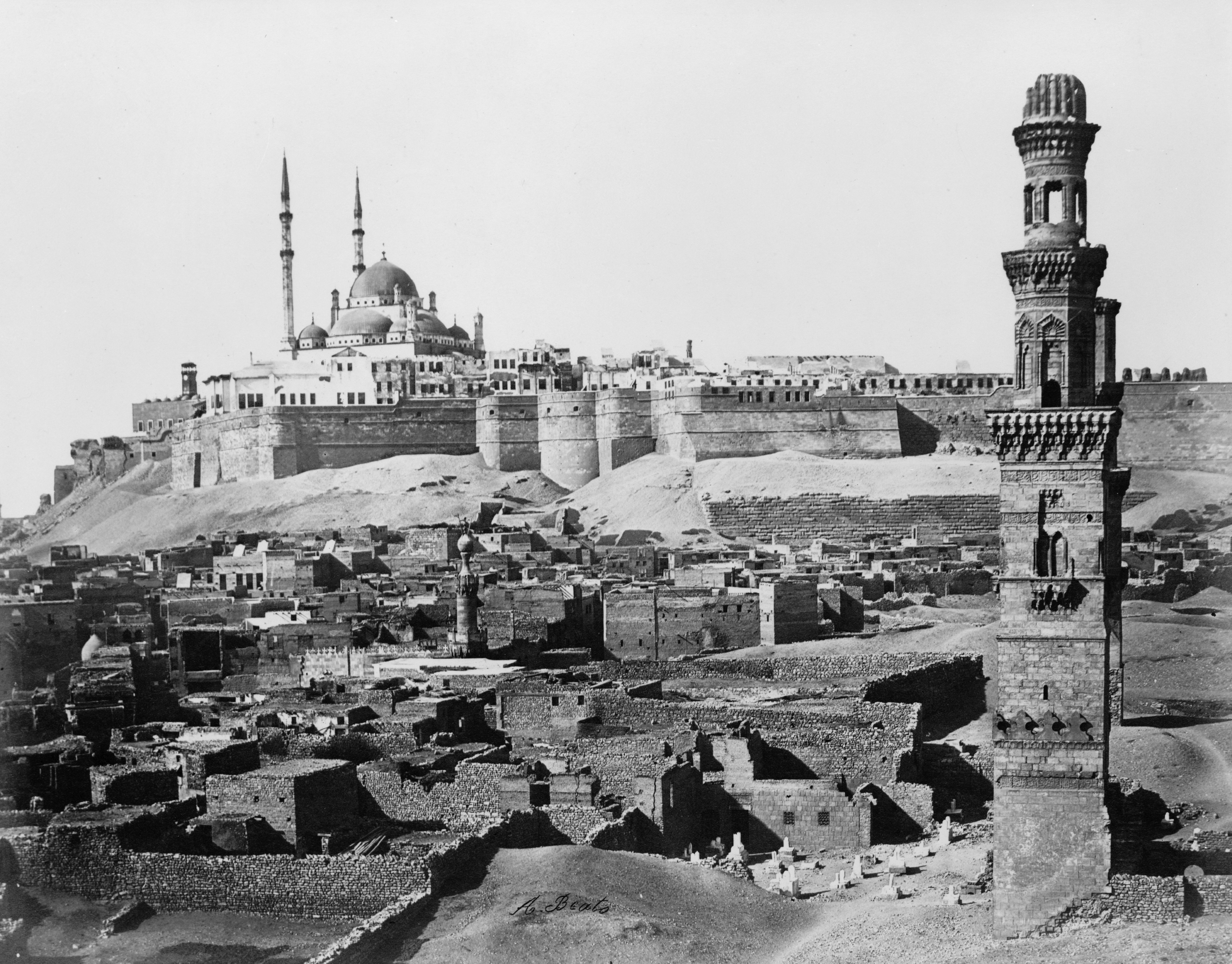
A Cidadela do Cairo no final do século XIX

A cidade foi fundada em 969 como residência real dos califas fatímidas, porém a capital administrativa e econômica era Fostate. Depois da destruição de Fostate em 1168/1169 para evitar sua captura pelos cruzados, a capital administrativa do Egito foi transferida para o Cairo, onde tem permanecido desde então. Sua construção levou quatro anos, comandada pelo general Jauar, o Siciliano, por ordem do califa Almuiz Aldim Alá, que deixou sua antiga Mançoria, na Tunísia e se estabeleceu na nova capital.
Em 1250 os soldados escravos chamados de mamelucos sitiaram o Egito e governaram o Cairo até 1517, quando foram derrotados pelo Império Otomano. O exército francês de Napoleão ocupou brevemente o Egito de 1798 a 1801, depois o qual um oficial otomano chamado Maomé Ali fez do Cairo a capital de um império independente, que existiu entre 1805 e 1882. A cidade caiu então sob controle britânico, até que o Egito conseguiu sua independência em 1922.

## Geografia

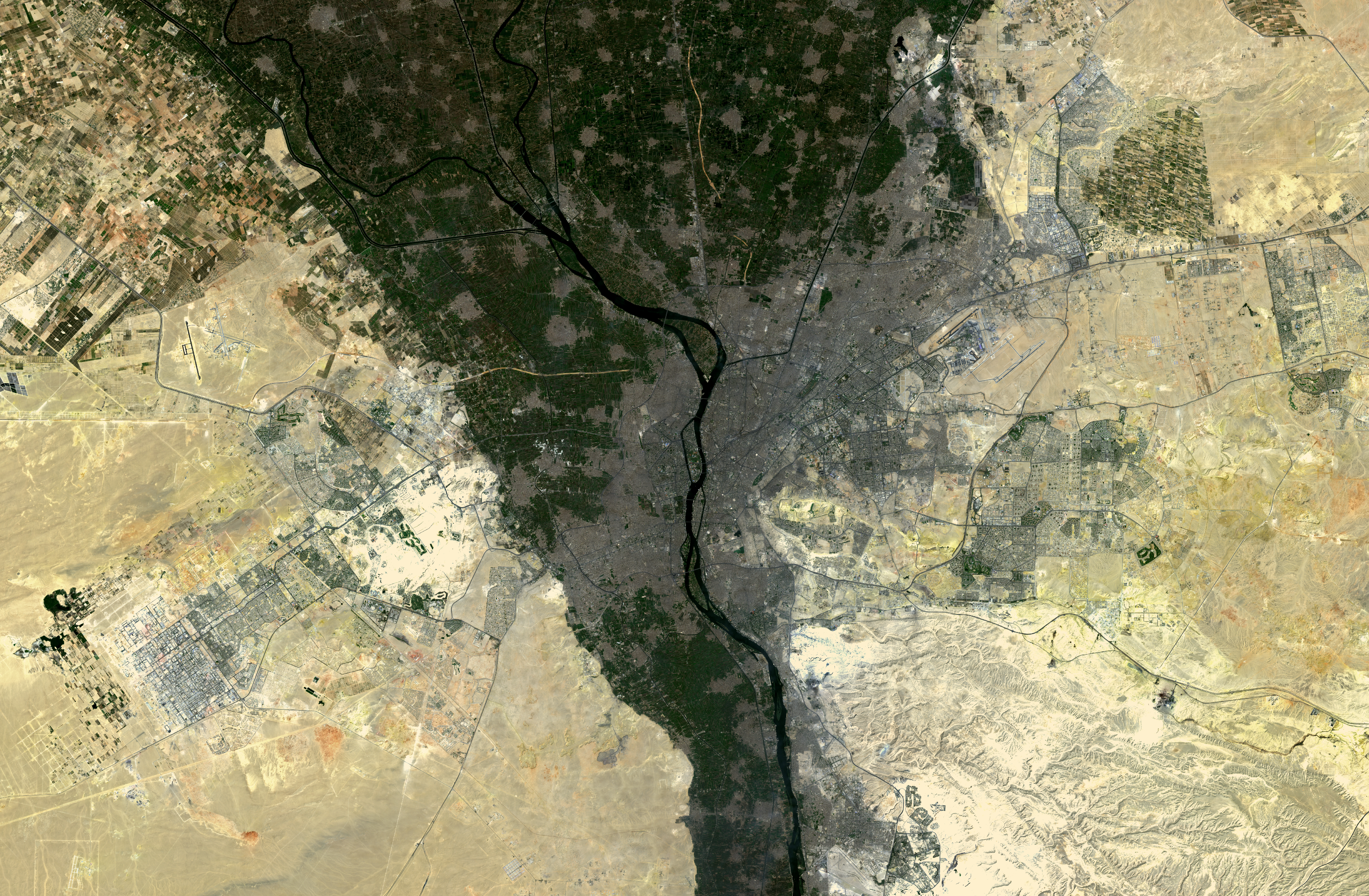
Imagem de satélite da Região Metropolitana do Cairo

De acordo com a Organização Mundial da Saúde, o nível de poluição do ar no Cairo é quase 12 vezes maior do que o nível de segurança recomendado.

### Clima
O clima do Cairo é árido (BWhs), com verões muito quentes e invernos amenos. A época mais suave estende-se entre os meses de novembro até março, quando as temperaturas máximas oscilam entre os 23-24 °C durante o dia. É importante especificar a parte do dia, porque no Egito, as temperaturas diurnas e noturnas apresentam grandes contrastes. Durante a época mais fresca, as temperaturas noturnas baixam frequentemente até os 10-11 °C. Desde abril até agosto, o Cairo regista temperaturas muito altas, subindo a valores de temperatura máxima de 36-37 °C, que caem durante a noite até 22-23 °C.
A cidade é, geralmente, muito seca e as chuvas são escassas. Nos meses de inverno podem ocorrer precipitações ocasionais. Mais comuns são as denominadas jamsin, tempestades de areia, que são habituais nos meses mais quentes.
| Valores climáticos para Cairo                   | Valores climáticos para Cairo | Valores climáticos para Cairo | Valores climáticos para Cairo | Valores climáticos para Cairo | Valores climáticos para Cairo | Valores climáticos para Cairo | Valores climáticos para Cairo | Valores climáticos para Cairo | Valores climáticos para Cairo | Valores climáticos para Cairo | Valores climáticos para Cairo | Valores climáticos para Cairo | Valores climáticos para Cairo |
| Mês                                             | Jan                           | Fev                           | Mar                           | Abr                           | Mai                           | Jun                           | Jul                           | Ago                           | Set                           | Out                           | Nov                           | Dez                           | Ano                           |
| ----------------------------------------------- | ----------------------------- | ----------------------------- | ----------------------------- | ----------------------------- | ----------------------------- | ----------------------------- | ----------------------------- | ----------------------------- | ----------------------------- | ----------------------------- | ----------------------------- | ----------------------------- | ----------------------------- |
| Maior valor da temperatura máxima do ar °C (°F) | 31 (88)                       | 33 (91)                       | 36 (97)                       | 38 (100)                      | 45 (113)                      | 47 (117)                      | 43 (109)                      | 43 (109)                      | 42 (108)                      | 43 (109)                      | 38 (100)                      | 31 (88)                       | 47 (117)                      |
| Média da temperatura máxima °C (°F)             | 18 (64)                       | 21 (70)                       | 24 (75)                       | 28 (82)                       | 33 (91)                       | 35 (95)                       | 36 (97)                       | 35 (95)                       | 32 (90)                       | 30 (86)                       | 26 (79)                       | 20 (68)                       | 27 (81)                       |
| Média da temperatura mínima °C (°F)             | 8 (46)                        | 9 (48)                        | 11 (52)                       | 14 (57)                       | 17 (63)                       | 20 (68)                       | 21 (70)                       | 22 (72)                       | 20 (68)                       | 18 (64)                       | 14 (57)                       | 10 (50)                       | 15 (59)                       |
| Menor valor da temperatura mínima do ar °C (°F) | 2 (36)                        | 2 (36)                        | 3 (37)                        | 6 (43)                        | 9 (48)                        | 13 (55)                       | 16 (61)                       | 17 (63)                       | 14 (57)                       | 11 (52)                       | 6 (43)                        | 1 (34)                        | 1 (34)                        |
| Precipitação mm (polegadas)                     | 5 (0.2)                       | 5 (0.2)                       | 5 (0.2)                       | 3 (0.12)                      | 3 (0.12)                      | 0 (0)                         | 0 (0)                         | 0 (0)                         | 0 (0)                         | 0 (0)                         | 3 (0.12)                      | 5 (0.2)                       | 29 (1,14)                     |
| Horas de luz solar                              | 217                           | 224                           | 279                           | 300                           | 310                           | 360                           | 372                           | 341                           | 300                           | 279                           | 240                           | 186                           | 3 408                         |
| Fonte: BBC Weather 26-9-2009                    |                               |                               |                               |                               |                               |                               |                               |                               |                               |                               |                               |                               |                               |

## Demografia
Em 2018 a cidade do Cairo tinha cerca de 9,5 milhões de habitantes e a área metropolitana tinha aproximadamente 20,5 milhões de habitantes. É a maior metrópole da África.

### Religião
No Cairo, a religião predominante é o islão e a charia é o principal código de leis. Além da maioria sunita, também vive na cidade uma minoria cristã (os coptas), que são cerca de 10% da população e tem uma forte presença na vida da cidade. Deliberadamente não se faz um recenseamento oficial dos cristãos, embora seja obrigatório declarar a religião no passaporte. Estima-se que cerca de 90% da população muçulmana seja de sunitas. Quase todo o resto da população é de cristãos (coptas e católicos), cuja sede é a Catedral de São Marcos (supostamente o evangelizador do Cairo), situada no distrito de Abbassia e hoje a segunda maior igreja na África. Além disso, a cidade tem ainda uma pequena comunidade de judeus e um pequeno grupo de cristãos ortodoxos gregos. Estas comunidades religiosas vivem lado a lado de forma relativamente pacífica.

## Política
A cidade tem estatuto de estado, muhafazah, com um governador à frente que é nomeado pelo Presidente do Egito. Cairo é o centro político, econômico e cultural do Egito e do Oriente Próximo. É a sede do governo egípcio, do Parlamento (Majlis al-Sha'b), de todos os organismos estatais e religiosos centrais e de numerosas representações diplomáticas.

### Cidades-irmãs
| - Atenas, Grécia (desde 1996) - Roma, Itália - São Paulo, Brasil (desde 2005) - Seul, Coreia do Sul (desde 1997) - Estugarda, Alemanha (desde 1979) - Tunis, Tunísia (desde 2000) - Tóquio, Japão (desde 1987) - Toronto, Canadá - Washington, D.C., EUA - Estocolmo, Suécia - Ispaã, Irã | - Hamburgo, Alemanha - Buenos Aires, Argentina - Amesterdão, Países Baixos - Beirute, Líbano (desde 1998) - Amã, Jordânia (desde 1988) - Istambul, Turquia - Jidá, Arábia Saudita - Cartum, Sudão - Bagdá, Iraque (desde 1978) - Damasco, Síria - Argel, Argélia (desde 1985) | - Lisboa, Portugal - Londres, Reino Unido - Madrid, Espanha - Rabat, Marrocos (desde 1987) - Ancara, Turquia - Moscou, Rússia - Pequim, China (desde 1990) - Nova Iorque, Estados Unidos (desde 1982) - Paris, França (desde 1992) - Praga, República Checa |

## Subdivisões
A cidade atual se divide em grandes bairros ou zonas residenciais, entre as que cabe destacar:
- Midan Tahrir: o centro da cidade moderna
- Centro Comercial
- Cidade Jardim
- Midan Ramessés, onde se encontra a estação do metrô, Mahattat Ramessés.
- Midan Ataba: o centro da cidade.
- Cairo histórico: nele se encontram a Cidadela, Khan el Khalili e a maioria das antigas mesquitas, assim como a Cidade dos Mortos.
- Cairo Antigo: inclui o Bairro Copta.
- Mohandesin: construído sobre as hortas do Nilo entre 1950 e 1960.
- Gezira: na parte sul da ilha principal do rio.
- Zamalek: na parte norte da ilha principal, urbanizado a princípios do século XX.
- Giza: ao oeste da cidade, em seus arredores estão as Pirâmides de Gizé.
- Heliópolis: zona residencial e comercial, junto a ela está o Aeroporto Internacional de Cairo. Foi construída a princípios do século XX sobre o deserto.
- Nasr: nova zona residencial junto ao aeroporto, construído na década de 1970 como bairro militar.

## Economia
O Cairo é em todos os sentidos o centro do Egito desde o ano de sua fundação em 969, onde é o principal centro comercial, no entanto, era Fostate, agora absorbida por Cairo. Cerca 20% da população total do Egito reside na área metropolitana desta cidade, visto que a maioria do comércio nacional se gera na cidade ou passa ou ela, o que tem provocado um rápido crescimento da cidade (de cada cinco edifícios, um tem menos de quinze anos).
Este rápido crescimento sobrecarregou os poucos serviços da cidade, como o ramo das estradas, dos serviços de eletricidade, de telefonia e de efluentes passaram logo para muito pequenos para a cidade. Diversos analistas que estudaram as alterações sofridas pela cidade denominaram este fecho como uma "hiper urbanização".

### Turismo
A cidade do Cairo recebeu 9,1 milhões de turistas em 2006. Várias das principais atrações da cidade se aglomeram no denominado centro histórico, Patrimônio da Humanidade pela UNESCO. No entanto, há outros pontos fundamentais do turismo cairota que não está situados em seu centro histórico.
O ponto turístico mais famoso da cidade e do país são as Pirâmides de Gizé, situadas a uns 20 km a sudoeste da capital. A Grande Pirâmide de Quéops é considerada como uma das Sete Maravilhas do Mundo Antigo. A sua missão foi acolher o sarcófago do faraó Quéops e se crê que para sua construção se usaram cerca de 2,5 milhões de blocos de pedra calcária. Algumas aleijadas são as vizinhas pirâmides dos reinos se encontram as duas grandes pirâmides de Quéfren e Miquerinos.

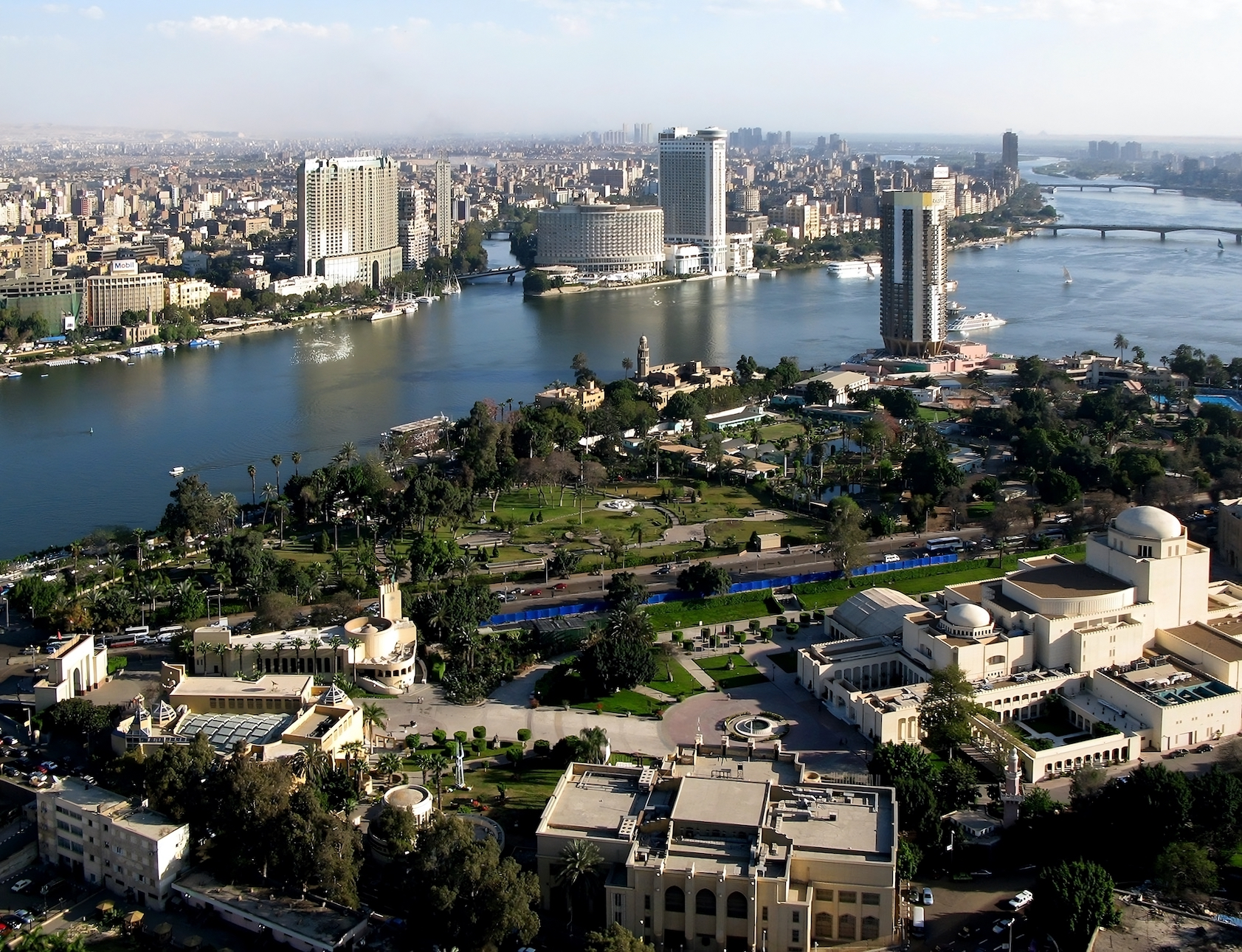
Zona moderna da cidade vista da Torre do Cairo

A porta sul de Bab Zuwayla, situada no Cairo histórico, é o último resquício que permanece da cidade fatimí de Al-Qāhira. Em suas origens, os mamelucos faziam públicas suas execuções mortais, mas a partir do século XIX o lugar foi eleito pelo santo Mitwalli para a realização de seus milagres. Hoje em dia, a população e os turistas unham na porta ou um tufo de cabelo ou uma peça de suas prendas com a finalidade de ver cumpridos seus rogos. Também no Cairo histórico se encontra Bayn al-Qasrayn, a que era principal praça pública da cidade, no Medieval. Nela se ergueram vários palácios mamelucos, destacando o Mausoléu e a Madrassa de Qala'un, cuja origem se remota à 1279.
A Mesquita de Amade ibne Tulune, construída em 879, é a que se encontra em melhor estado de conservação. mandada construir pelo general Amade ibne Tulune, a mesquita se converteu em um referente do Oriente e em uma das mais importantes desse momento. Ocupa 2,4 hectares e a única parte que tem sido sensivelmente restaurada é o mirabe, mas mantendo elementos originais como o arco, os suportes e a configuração em geral. Também é notável a Mesquita-Madraça do Sultão Haçane, uma das maiores do mundo graças a seus 7 900 m² de área. É um dos edifícios de origem mameluca mais importantes de toda a cidade e foi construído entre 1356 e 1363.
Muito conhecidos são os mercados e socos cairotas. Como se detalha mais acima, o mercado mais importante é o de Khan al-Khalili, situado no Cairo histórico, onde as sedas e as especiarias são os produtos mais procurados. Em quanto aos socos, o de An-Nahassin é um dos mais populares devido a sua grande oferta de objetos de cobre e latão. Também é importante o soco das -Sagha.

## Infraestrutura

### Saúde
Cairo, assim como a vizinha Giza, é o lugar onde se encontram os centros hospitalares mais importantes e avançados do país. Entre os hospitais mais importantes do Cairo estão o As-Salam Internacional Hospital -Corniche Nilo; o Maadi (o hospital privado egípcio mais importante); o Hospital Universitário Ain Shams; o Dar O Fouad e o Hospital General Qasr O Ainy.

### Educação
A cidade é a mais importante do país e incluso do mundo árabe em quanto a formação educativa mediante colégios, institutos e universidades internacionais.

#### Escolas internacionais
- Alsson School (EA)
- Deutsche Evangelische Oberschule (DEO Cairo)
- Deutsche Schule der Borromäerinnen (DSB Cairo)
- American International School (AIS Cairo)
- Colegio Británico Internacional de El Cairo (BISC)
- International School of Choueifat
- Collège da Sainte Famille (CSF)
- Novo Colégio Britânico Internacional de Cairo (NCBIS)
- Rajac Language e American Schools (RLS)
- Cairo American College (CAC)
- British Book Center International School (BBC)
- Maadi English School (MES)

Universidades
- Universidade de Alazar
- Universidade de Aim Xemece
- Universidade Americana do Cairo (AUC)
- Universidade Russa do Cairo
- Academia Árabe de Ciência, Tecnologia e Transporte Marítimo
- Universidade Británica do Egito (BUE)
- Canadian International College (CIC)
- Universidade do Cairo
- Universidade Alemã do Cairo (GUC)
- Universidade de Heluã
- Universidade Internacional do Egito (MIU)
- Universidade de Ciência e Tecnologia do Egito (MUST)
- Universidade do Nilo
- Universidade Sequém
- Universidade de Ciências Modernas e Arte (MSA)

### Transporte
Cairo é o centro das comunicações no Egito pois é a única cidade da África que possui um sistema de transporte subterrâneo metropolitano, o Metrô do Cairo. O Aeroporto Internacional do Cairo se encontra ao leste da cidade, perto de Heliópolis, com cerca de 9 534 069 passageiros anuais, o segundo mais movimentado da África.

#### Aéreo
Cairo conta com o Aeroporto Internacional de Cairo, localizado no distrito de Heliópolis, a uns 22 quilômetros a nordeste da cidade e conta com dois terminais. O antigo terminal, o 1, por sua vez está dividida em quatro terminais de voos nacionais e internacionais. Três deles os ocupa, quase exclusivamente a EgyptAir, e o quarto está reservado para voos privados. O terminal 2, de recente criação, serve ao resto das companhias internacionais e está dividido em três edifícios, separados uns de outros por 3 quilômetros, mas com serviço de um ônibus gratuito que os conecta e está em ampliação.
O aeroporto do Cairo é o segundo em tráfego aéreo do continente africano, atrás apenas de Joanesburgo, África do Sul.
Os resultados aproximados são de 10,8 milhões de passageiros passaram pelo aeroporto cairota em 2006 e 10 milhões em 2007, quantidades que pretendem duplicar-se com a implantação do Terminal 3 até chegar aos 22 milhões de usuários anuais.

#### Ferrovias urbanas e interurbanas

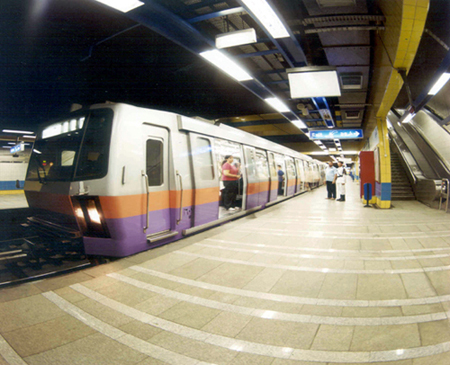
Metrô do Cairo

O sistema ferroviário cairota conta com um serviço de trens que conectam a capital com os principais pontos do país. Além disso, a cidade possui seu próprio sistema de metro metropolitano.
A Egyptian State Railway é a companhia nacional dos trens. Desde o Cairo se pode ir no trem para as principais cidades egípcias como Alexandria, Luxor e Assuão em categorias de primeira e segunda classe. Também existe a possibilidade de realizar o trajeto para cidades como Luxor e Assuão com trens noturnos mediante Abela Egypt. Todos os trajetos fazem parada na principal estação cairota, a Estação de Ramessés, em Midan Ramessés. O sistema atualmente está conectado somente a nível nacional, mas planeja-se que componha futuramente a Ferrovia Cabo–Cairo, de ligação entre o norte e o sul do continente.
O Metro do Cairo é o primeiro serviço metropolitano que existe na África e no Egito. Nasceu em 1987 e conta de duas linhas. A linha 1 une o bairro de El-Marg, no centro do Cairo, com a zona industrial de Heluã, ao sul. A linha 2 conecta O Mounib com Shobra. O metro cairota anunciou a ampliação do serviço com quatro linhas a mais projetadas para os próximos 30 anos. No total serão 92 quilômetros a mais de novas vias para os usuários.

#### Rodovias
A rede de rodovias que conecta Cairo com as principais metrópoles do país é boa e eficiente. As rodovias mais importantes para a cidade são o Anel Viário do Cairo e a Autoestrada 1-rodovia do Delta, esta cujo destino é Alexandria, a saída portuária marítima do Cairo. Além desta, há a Rodovia Cairo–Dacar (localmente chamada de Autoestrada 11), que permite acesso à zona periférica de Alexandria, bem como a Mersa Matru, Bengasi e Trípoli (todas ao oeste); a Estrada Pan-Africana (localmente chamada de Autoestrada 2), de acesso a Luxor, Assuão e Cartum (todas ao sul); a Autoestrada 3, de ligação até Porto Saíde, e; a Autoestrada 33, com destino a Suez. No entanto, o resto das vias é pobre, com asfaltos de má qualidade e trechos perigosos.
Dentro da própria cidade, a condução é realmente perigosa, chegando a ser incluso imprudente. Os cairotas não hesitam em avançar em qualquer situação, descumprindo as normas de circulação, que por sua vez são estritas, mas em muitas poucas ocasiões castigam-se os infratores. A hora de pico na cidade simplesmente não existe, já que durante todo o dia pode considerar-se hora de pico devido aos monumentais congestionamentos que se produzem. Pela noite a condução se torna especialmente perigosa, já que os condutores cairotas utilizam somente as luzes para avisar os veículos que devem afastar-se.

#### Transporte público urbano e interurbano

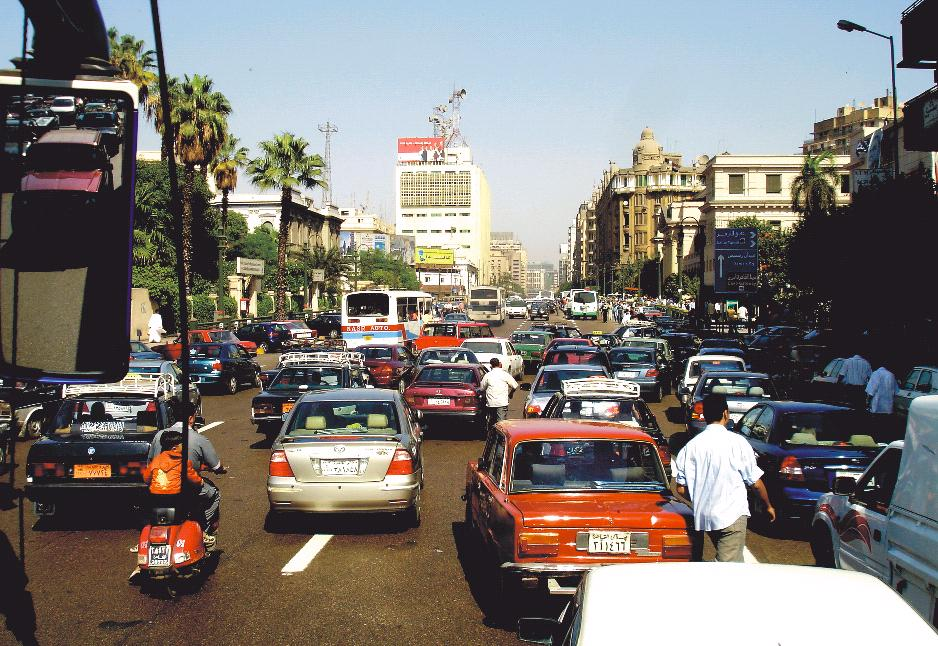
Rua do Cairo

Os serviços de ônibus oferecem boa cobertura. As principais empresas de transporte público são:
- East Delta Bus;
- Company;
- Superjet;
- Upper Egypt Bus Company;
- West Delta Bus Company.

Os terminais mais importantes do Cairo são Abdel Mouneem Riyad, também conhecido popularmente como o terminal Ramessés Milton (por sua proximidade ao hotel homônimo) com rotas para Alexandria, Hurghada, Assuão e Luxor. O Terminal de ônibus de Sinai ou Estação Abássia cobre os trajetos para cidades como a mencionada Sinai, Sharm el Sheikh e Nuweiba. O Terminal de ônibus de Koulali é o encarregado de conectar as regiões do Canal de Suez e do Delta do Nilo. Por último, no Terminal de Alazar os autocarros partem da zona do deserto ocidental.
Também existem serviços de autocarros privados, uma espécie de mescla entre táxi e autocarro público, e os habituais autocarros públicos que cobrem as principais estações e pontos da cidade. No entanto, o serviço público de autocarros no Cairo não é visto com boa fama devido á lotação nos dois sentidos.

## Cultura
Cairo conta com numerosas universidades, teatros, monumentos e museus. O Museu Egípcio é o mais importante deles, situado na praça Tahrir, que abriga a melhor coleção de objetos do Antigo Egito do mundo. Atualmente está planejando sua mudança para um edifício maior, erguido na zona de Giza.
O epicentro da vida cultural cairota encontra-se no Centro Cultural Nacional, um complexo de edifícios culturais dedicados ao teatro, dança, ópera e música, situado na ilha de Gezira. Neste centro destaca a Ópera do Cairo, inaugurada em 10 de outubro de 1988 pelo presidente Hosni Mubarak e que abrigou um concerto da Orquestra Filarmônica Real Britânica em janeiro de 2007, sua primeira atuação no Oriente Médio e na África. A música clássica habitualmente é predominante na ópera da cidade, aonde também é fácil desfrutar de música clássica árabe, aonde está mais difundida é no Instituto de Música Árabe, localizado na Ramsis Street. Um dos pontos altos de música na cidade é o Festival de Música Árabe, que se celebra a princípios do mês de novembro na Ópera do Cairo. No dizer em que o complexo cultural se dão outros seis teatros e auditórios. A atual ópera substituiu a Ópera Khedivial, ou também conhecida como a Ópera Real, edifício que se levantou em 1869 e que se manteve ativo até 1971.

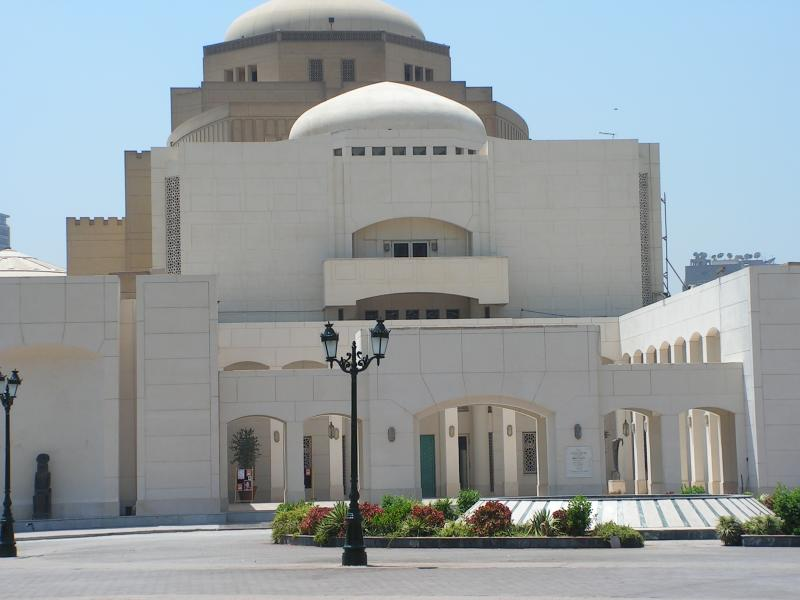
Ópera do Cairo

Os espetáculos de dança folclórica habitualmente representam-se na ópera mediante a Companhia de Ballet de Cairo, e sobre tudo nos hotéis mais importantes da cidade. Também é um acontecimento notável na agenda da dança cairota a citar anual com o Teatro Bolshoi. A dança do ventre ou a dança sufi, mais conhecida no mundo ocidental como a dança dos dervishes giratórios, são dois dos bailes mais populares na cidade.
Um dos acontecimentos culturais mais importantes da cidade é o Festival Internacional do Cairo, que reúne vários filmes de diversos países durante o mês de dezembro, convertendo-se em um dos festivais cinematográficos mais importantes do mundo. Cairo, anteriormente conhecido como a "Hollywood do Oriente", perdeu o status de capital cinematográfica do Oriente em favor da Bollywood hindu. A censura segue sendo, ainda hoje em dia, habitual no festival, embora tenha recebido, desde sua criação em 1976, as super-estrelas como John Malkovich, Nicolas Cage, Morgan Freeman, Bud Spencer, Gina Lollobrigida, Ornella Muti, Sophia Loren, Elizabeth Taylor, Oliver Stone o Catherine Deneuve.
Os cinemas cairotas abrigam, em sua grande maioria, superproduções de Hollywood com subtítulos em árabe. As produções locais desfrutam também de êxito na população do Cairo. Estes filmes frequentemente são rodados nos grandes estúdios situados em Misr ou Al-Ahram, ambos muito próximos das Pirâmides de Gizé. O cinema independente nacional é ainda pouco popular entre os cairotas, e é que somente os cinemas Good News Grand Hyatt e Ramessés Hilton projetam este tipo de cinema.
Na parte literária, destaca-se, sobretudo Naguib Mahfouz (1911–2006), Prêmio Nobel de Literatura em 1988, cuja "Trilogia do Cairo" é a obra que o marcou. O escritor teve um grande êxito entre a crítica local depois das primeiras edições, em 1956 e 1957, mas ainda quando foram traduzidas para o inglês em 1990. No entanto, apesar do êxito e fama literária que outorgou para a cidade, o célebre escritor que foi apunhalado em 1994 por fundamentalistas e foi objeto de ira e das pressões dos integristas que o acusaram de blasfemar contra o mundo muçulmano. Morreu em 2006 como conseqüência de uma úlcera hemorrágica.
Outra figura fundamental da literatura cairota é Nawal el-Saadawi, quem fundou a Associação de Solidariedade de Mulheres Árabes e escreveu extensamente sobre a sociedade árabe. Ao igual que sua colega Mahfuz, o-Saadawi foi duramente criticada e perseguida pelos extremistas islâmicos, forçando seu exílio para Estados Unidos, onde tem lesionado em classes em diversas universidades. Chegou a ser encarcerada durante o regime de Sadat.
Algumas das festas e acontecimentos mais importantes dentro do panorama cultural cairota são a Feira do Livro, durante o mês de janeiro, a Feira de Exposições do Cairo; o Festival Internacional da Canção do Cairo em agosto e o Festival de Teatro Experimental em setembro.

### Pontos turísticos

#### Patrimônio da Humanidade
Em 1979, o centro histórico do Cairo foi declarado Patrimônio da Humanidade pela UNESCO, com o nome de Cairo histórico. No local também se encontra o barro cristão, ou Bairro Copto.

#### Khan el-Khalili

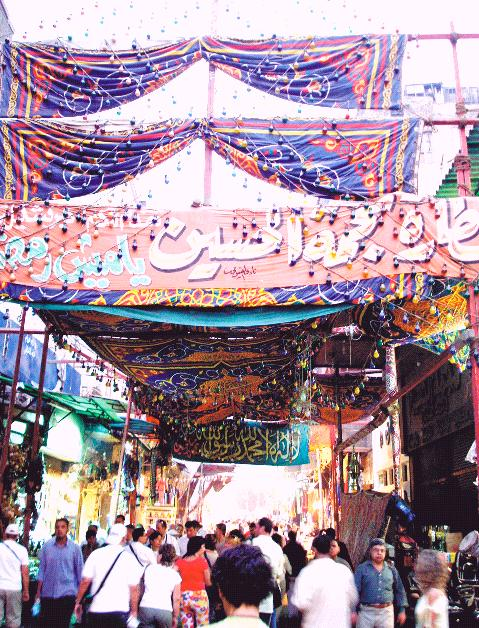
Bazar em Khan el Khalili

É uma área comercial antiga, um imenso mercado de estreitas ruelas com milhares de pequenas tendas com as mercadorias: sapatos, tecidos, pipas de cristal, especiarias, joias, com suas ruas repletas de gente, mesas nas portas dos cafés, onde alguns comércios contém também suas próprias pequenos oficinas de manufaturas.
Junto com o mercado de al-Muski, situado ao oeste, forma a área de compras mais importantes da cidade. O mercado era também um centro de reunião para grupos rebeldes, até que o sultão Ghawri o reconstruiu e modernizou no século XVI.

#### Monumentos faraônicos

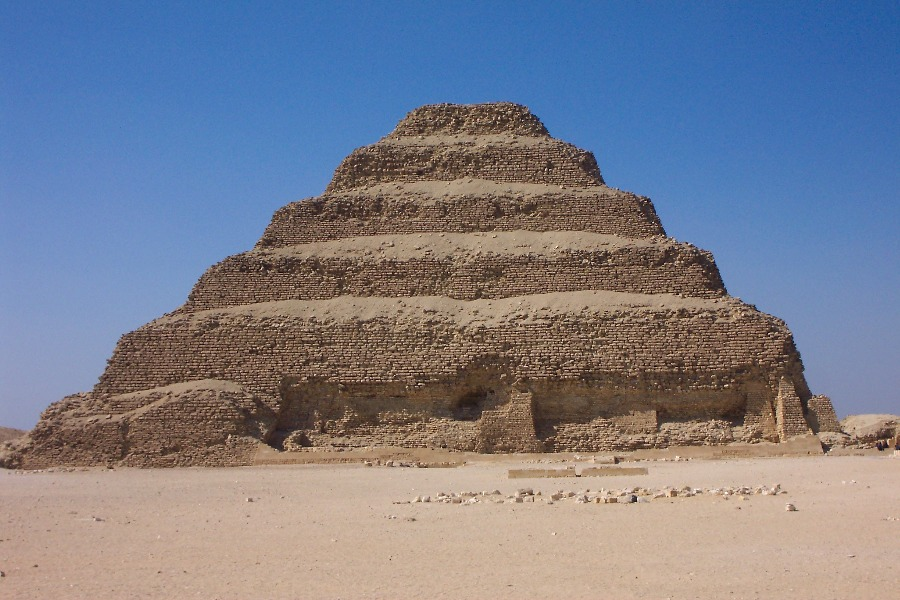
Pirâmide de Djoser em Sacará

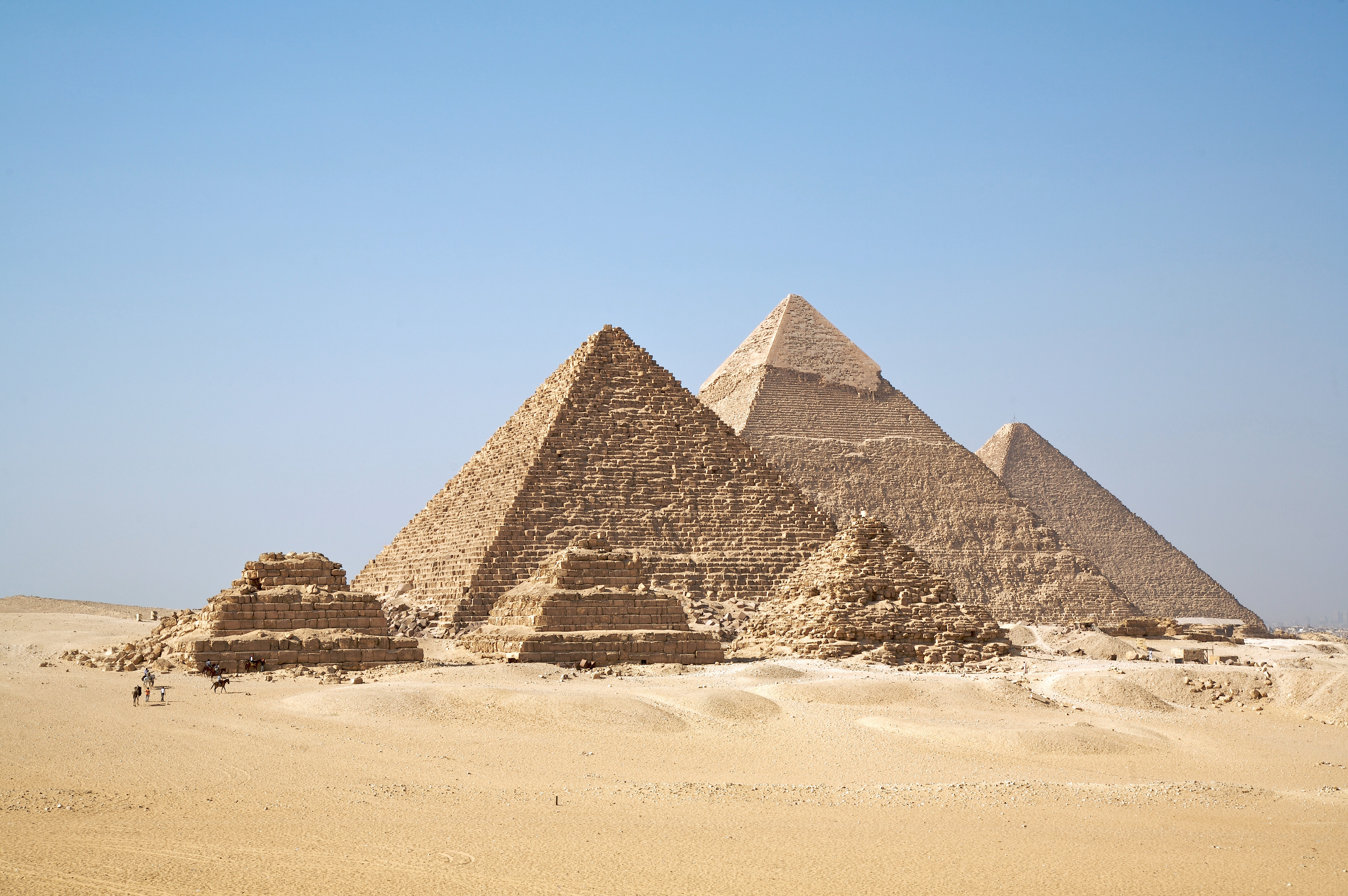
Pirâmides de Gizé

- Mênfis, é a mais antiga capital do Egito datando de 3 200 a.C. Situa-se 25 km a sudoeste do Cairo e as suas maravilhas arquitectónicas e culturais são encabeçadas pelo Colosso de Ramessés II com 13 metros de altura e um peso de 120 toneladas, assim como a esfinge em alabastro datada da 19.ª Dinastia.
- Sacará, a mais antiga necrópole do Egito faraônico, situa-se numa plataforma do deserto a sudoeste de Gizé.
- A Pirâmide de Djoser, pertence ao faraó Djoser, da 3.ª Dinastia, está dividida em seis grandes níveis de 60 m de altura.
- A Pirâmide de Unas, pertencente ao último Faraó da 5.ª Dinastia, deve a sua importância aos hieróglifos que cobrem as paredes da câmara funerária.
- O Serapeu, uma construção muito semelhante a catacumbas, contém os túmulos do deus em forma de boi Ápis e remonta à 18.ª Dinastia. A descoberta do lugar foi feita em 1851 pelo arqueólogo francês Mariette.
- As mastabas, túmulos de nobres das 5ª e 6.ª dinastias, as suas paredes são testemunhos fiéis que revelam através dos hieróglifos as actividades da vida quotidiana, assim como cenas religiosas e de oferendas aos deuses, sendo as mais interessantes os túmulos de Ptah-hotep e Kagemni e o de Mira Ruca.
- As Pirâmides de Gizé, pertencentes aos faraós Quéops (considerada uma das sete maravilhas do mundo), Quéfren e Miquerinos, nas proximidades do Cairo, elevando-se majestosas e desafiando o passar dos séculos, datam do Império Antigo, concretamente da 4.ª Dinastia.
- A Grande Esfinge de Gizé localiza-se junto do templo do Vale; possui cabeça humana (do faraó Quéfren) e corpo de leão. Tem 70 metros de comprimento e 20 metros de altura. No interior deste monumento parecem estar guardados mistérios e segredos não revelados até aos nossos dias.

#### Monumentos cristãos e coptas
- A Igreja Suspensa, construída sobre as ruínas da Fortaleza de Babilónia romana.
- A Igreja de São Sérgio, a sua origem remonta ao século IV. Com a estrutura de uma basílica, foi erigida sobre a cripta onde se acredita ter se refugiado a Sagrada Família quando da fuga para o Egito.
- O Museu Copta, contém a mais importante coleção de arte copta do mundo.
- A Árvore da Virgem em el Matariya, à sombra da qual teria descansado a Sagrada Família.
- A Igreja da Virgem Maria, em Zeitum.

#### Monumentos islâmicos

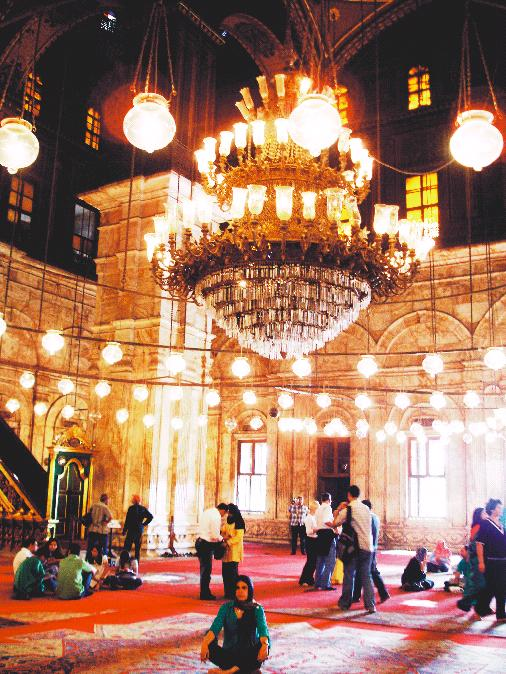
Mesquita de Maomé Ali

- A Mesquita de Anre, a mais antiga no Egito, e em toda a África (ano de 641).
- Mesquita de ibne Tulune, a terceira mesquita em importância no Egito; possui um minarete em forma de caracol como a Grande Mesquita de Samarra no Iraque.
- Mesquita de Alazar, construída pelos fatímidas, fundadores do Cairo no ano de 972. A Mesquita com a sua universidade é considerado como a meca cultural do mundo Islâmico.
- Mesquita do Sultão Haçane, foi construída no ano de 1356-1362.
- Mesquita de Moaed construída em 823 sobre Bab Zeuraila.
- Mesquita de Maomé Ali (Alabastro), construída sobre a colina norte da cidadela no ano de 1830 sendo do estilo otomano.
- Cidadela de Saladino, construída em 1183.
- A Casa de Sohemy, construída no ano de 1796 e situada em Darb el Asfar.

#### Monumentos modernos
- O Museu do Cairo, situado na praça Tahrir, foi construído em 1902.
- Palácio e centro de conferências, situado em Madinet Nasr, foi inaugurado em 1989 e é ideal para congressos e conferências internacionais.
- A Aldeia Faraônica, onde se pode assistir a uma demonstração da vida quotidiana no Antigo Egito.
- O Museu de Arte Islâmica, situado em Bab el Khalk, possui a mais importante colecção de arte islâmica do Egito.
- Os museus de Arte Moderna de Mukhtar e de Mohmoud Khalil, possuem colecções de escultura e pintura de elevada importância.
- Khan el Khalili, é um dos mais originais mercados orientais. A sua história remonta ao século XIV. Possui grande número de tendas com exposições de artigos em ouro, prata, madeira, marfim e cobre, assim como peles, vestidos bordados, especiarias. O elevado nível arquitectónico dos edifícos converteu este local num verdadeiro museu islâmico.

#### Museu do Cairo

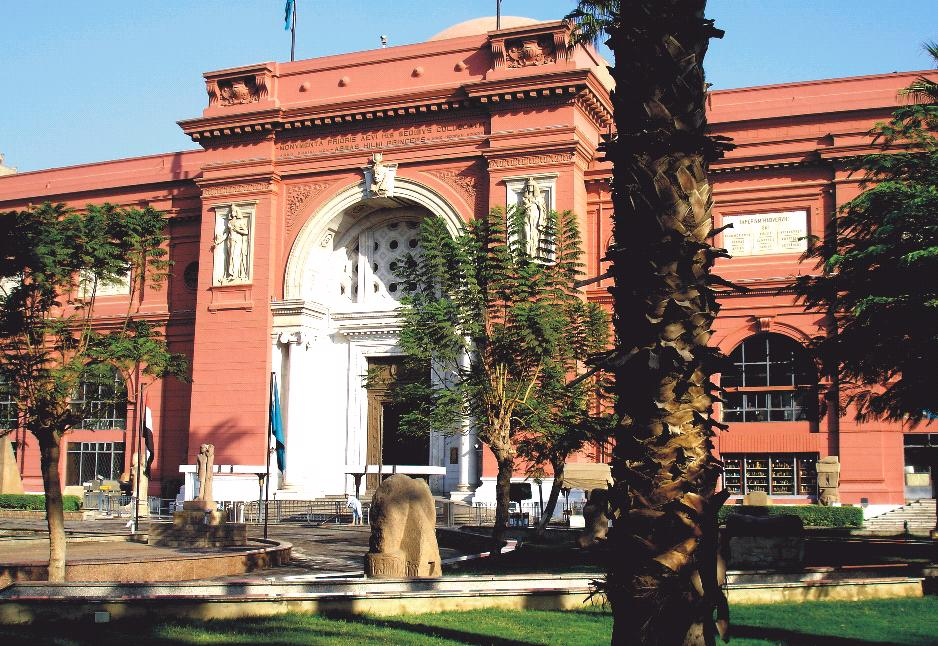
Museu Egípcio

Durante os séculos XIX e XX, os monumentos do Antigo Egito foram saqueados por mercadores de arte sem escrúpulos e com a cumplicidade das autoridades locais desejosas de agradar às potências ocidentais.
Foi exactamente para travar esta dissipação do património nacional que, em meados do século XIX, o governo egípcio, depois de proibir a exportação dos achados arqueológicos, decidiu construir um museu onde seriam conservados e salvaguardados os tesouros do Antigo Egito.
O museu actual, inaugurado em 1902, é um edifício de dois andares, situado no centro da cidade e embelezado por um pequeno jardim adornado com epígrafes e esculturas antigas.
O rés-do-chão, inteiramente dedicado à escultura e aos sarcófagos, é dominado pelas estátuas colossais de Amenófis III e da rainha Tie, colocadas ao fundo do grande átrio.
O primeiro andar alberga em grande parte o espólio funerário de Tutancâmon: a máscara e os sarcófagos de ouro, as joias, o trono em ouro, o vasilhame de alabastro e o mobiliário.
O Museu do Cairo ergue-se no centro da cidade, precisamente na praça al Tahrir, onde é possível chegar com o metropolitano e com numerosas linhas de autocarro que aqui têm um terminal. O museu está situado no lado norte da praça, a pouca distância do rio e na sua vizinhança encontram-se numerosos hotéis de luxo. À frente do museu, num pequeno jardim adornado com esculturas e epígrafes antigas, encontra-se o monumento funerário do seu fundador, o francês Auguste Mariette.
As colecções do Antigo Egito estão expostas nos dois andares do edifício por ordem cronológica e divididas por temas.

### Esportes

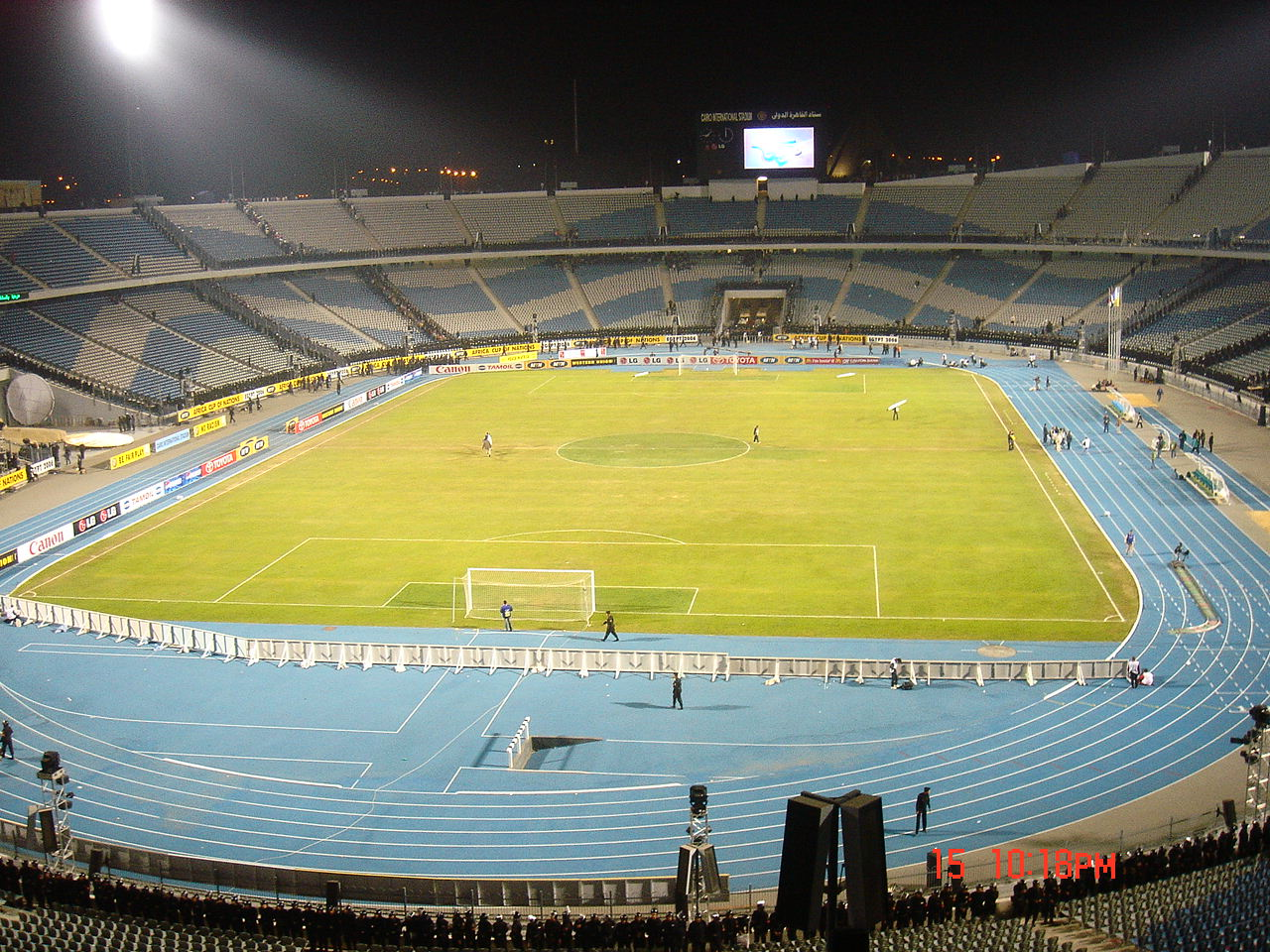
Cairo International Stadium

O futebol é o esporte mais popular entre os cairotas. A cidade abriga dois colossos do futebol egípcio, o Zamalek e o Al-Ahly, e de todo o continente africano em número de títulos internacionais (ambos lideram as honras da Liga dos Campeões da CAF com 5 entorchados). A rivalidade esportiva e extra-esportiva entre os dois grandes clubes é enorme já que, o Al-Ahly é a equipe das classes média e trabalhadora, enquanto que o Zamalek é a equipe da classe alta cairota.
Ambos disputam suas partidas como locais no Estádio Internacional do Cairo, localizado no subúrbio da Cidade Nasr, foi reformado em 2005 e tem a capacidade para 75 000 espectadores. É um dos maiores e mais modernos estádios da África, sendo sede, também, da Seleção Egípcia de Futebol. A cidade conta com outro estádio de futebol, o Estádio da Academia Militar, com capacidade para 28 500 espectadores. Em 2009, o velho estádio será reconstruído, por causa da celebração do Campeonato Mundial de Futebol Sub-20 de 2009 que se celebrará no país e contará com 65 000 lugares. Sendo coliseus esportivos foram sedes da Copa das Nações Africanas de 2006, celebrada no Egito e ganhada finalmente pela equipe egípcia.
A Egyptian Football Association (Associação Egípcia de Futebol) é uma das federações mais importantes com sede na capital, depois de março, a Confederação Africana de Futebol, que se mudou para a cidade em 6 de outubro de 2007, para uma pequena localidade nos arredores de Cairo.